# Бреверн, Александр Христофорович
Александр Христофорович Бреверн (нем. Alexander Christoph von Brevern; 1823, имение Кикель, Эстляндская губерния — 1896, Митава) — генерал-майор, герой Крымской войны.

## Биография
Сын тайного советника и Курляндского гражданского губернатора Христофора Ивановича Бреверна (1782—1863).
Образование получил в Пажеском корпусе, из которого выпущен 8 августа 1842 года прапорщиком в лейб-гвардии Преображенский полк. В 1846 году переведён капитаном в Виленский егерский полк.
Во время Венгерской кампании 1849 года состоял адъютантом командира 5-го пехотного корпуса генерала Лидерса и был послан с донесением к императору Николаю I о славной победе и взятии города Германштадта; 28 июля был пожалован в звание флигель-адъютанта. Также он был награждён орденами Св. Анны 2-й степени с мечами и Св. Владимира 4-й степени.
В 1854 году подполковник Бреверн командовал 3-м батальоном Куринского полка и принимал участие в Крымской войне на её Кавказском театре; 17 октября 1854 года он был награждён орденом Св. Георгия 4-й степени (№ 9320 по кавалерскому списку Григоровича — Степанова)
В воздаяние отличных подвигов мужества и храбрости, оказанных в сражении с Турками 4-го Июня сего года, на р. Чолоке, где, командуя 1-м и 3-м батальонами егерского генерал-адъютанта князя Воронцова полка, вёл лично 3-й батальон на штурм укрепленного лагеря и батарей, под сильнейшим картечным огнём батарейных орудий и батальным огнём низама, опрокинул штыками встретившие его превосходные силы неприятеля и, после их отчаянного сопротивления, овладел укреплением, орудиями и лагерем; причём ранен пулей в ногу.
Вскоре, 12 мая 1855 года, Бреверн был награждён золотой саблей с надписью «За храбрость» и 26 августа 1856 года произведён в полковники.
В начале 1880-х годов у Бреверна развилось душевное расстройство, и 30 августа 1881 года он был вынужден выйти в отставку с производством в генерал-майоры, жил в Митаве под присмотром своего брата отставного полковника И. Х. Бреверна.
Умер 21 октября 1896 года от паралича сердца.

## Награды[5]
Российские:
- Орден Святой Анны 3-й степени с бантом (1849)
- Орден Святого Владимира 4-й степени с бантом (1849)
- Орден Святой Анны 2-й степени (1853)
- Орден Святого Георгия IV класса (17 октября 1854)
- Золотая сабля «За храбрость» (12 мая 1855)

Иностранный:
- Австрийский Орден Железной короны 2-й степени (1850)